# Vijayapura
Vijayapura là một thị xã của quận Bangalore Rural thuộc bang Karnataka, Ấn Độ.

## Địa lý
Vijayapura có vị trí 13°17′B 77°48′Đ / 13,29°B 77,8°Đ Nó có độ cao trung bình là 883 mét (2896 feet).

## Nhân khẩu
Theo điều tra dân số năm 2001 của Ấn Độ, Vijayapura có dân số 29.458 người. Phái nam chiếm 52% tổng số dân và phái nữ chiếm 48%. Vijayapura có tỷ lệ 64% biết đọc biết viết, cao hơn tỷ lệ trung bình toàn quốc là 59,5%: tỷ lệ cho phái nam là 69%, và tỷ lệ cho phái nữ là 59%. Tại Vijayapura, 13% dân số nhỏ hơn 6 tuổi.